# Henryk Czyż (kolarz)
Henryk Czyż (ur. 8 marca 1923 w Wilnie, zm. 23 kwietnia 2014 w Zduńskiej Woli) – polski kolarz szosowy, przełajowy mistrz Polski (1948).

## Życiorys
W czasie II wojny światowej służył w Armii Krajowej, walczył w operacji „Ostra Brama”. W październiku 1944 został aresztowany przez NKWD i wywieziony w głąb ZSRR, skąd udało mu się uciec.
Kolarstwo zaczął uprawiać w 1946. Był zawodnikiem ŁKS Łódź i od 1949 Gwardii Warszawa. Jego największymi sukcesami w karierze były przełajowe mistrzostwo Polski w 1948, wicemistrzostwo Polski w szosowym wyścigu indywidualnym ze startu wspólnego w 1949, brązowy medal w tej samej konkurencji w 1951 oraz brązowy medal mistrzostw Polski w wyścigu drużynowym w 1947.
W Tour de Pologne w 1947 zajął 8. miejsce w klasyfikacji końcowej, dwukrotnie startował w Wyścigu Pokoju (1948 – nie ukończył, 1949 – 25. miejsce).
Po zakończeniu kariery zawodniczej pracował jako trener, m.in. w ŁKS i Budowlanych Łódź.